# 후크 엔터테인먼트의 음반
이 문서는 후크엔터테인먼트에서 발매한 음반 목록이다.

## 2000년대
- 2004년 6월 25일 이승기 - 나방의 꿈
- 2004년 7월 21일 이승기 - [Digital Single] 고해
- 2005년 4월 14일 이선희 - 사춘기 (四春期)
- 2005년 10월 24일 이선희 - 이선희 골든
- 2006년 2월 3일 이승기 - Crazy For You
- 2006년 9월 12일 이승기 - 남자가 여자를 사랑할 때
- 2007년 4월 6일 이승기 - Love
- 2007년 6월 19일 이선희 - 인연 (因緣)
- 2007년 8월 16일 이승기 - 이별 이야기
- 2007년 11월 14일 이승기 - 아직 못다한 이야기
- 2008년 3월 24일 이승기 - 남자가 여자를 사랑할 때 Vol.2
- 2008년 5월 19일 이승기 - 여행을 떠나요 (1박 2일)
- 2009년 2월 25일 이선희 - 사랑아...
- 2009년 6월 18일 이승기 - [Digital Single] 결혼해줄래
- 2009년 9월 17일 이승기 - Shadow
- 2009년 12월 22일 이승기 - [Digital Single] 처음처럼 그때처럼

## 2010년대
- 2010년 1월 19일 이승기 - Shadow (Repackage)[1]
- 2010년 6월 1일 이승기 - [Digital Single] Smile Boy (Rock Ver.)[2]
- 2010년 6월 18일 이승기 - [Digital Single] Smile Boy 2010
- 2010년 8월 4일 이승기 - [Digital Single] 정신이 나갔었나봐
- 2010년 8월 11일 이선희 - 내 여자친구는 구미호 OST Part.1[3]
- 2010년 9월 8일 이선희 - 내 여자친구는 구미호 OST Part.5
- 2010년 9월 16일 이승기 - [Digital Single] 지금부터 사랑해
- 2010년 11월 3일 이선희 - 대물 OST Part.5
- 2011년 10월 14일 이승기 - [Digital Single] 연애시대
- 2011년 10월 27일 이승기 - Tonight
- 2012년 4월 18일 이승기 - Lee Seung Gi `The Best`
- 2012년 11월 22일 이승기 - 숲
- 2013년 5월 27일 이승기 - [Digital Single] 마지막 그 한마디
- 2014년 3월 25일 이선희 - SERENDIPITY[4]
- 2014년 12월 17일 이선희 - 30th Anniversary Lee Sunhee Live
- 2015년 6월 10일 이승기 - 그리고...
- 2015년 8월 11일 이선희 - [Digital Single] 행복의 나라로
- 2016년 1월 21일 이승기 - [Digital Single] 나 군대 간다
- 2016년 3월 3일 이승기 - [Digital Single] 그런 사람
- 2016년 4월 24일 이선희 - [Digital Single] 판타스틱 듀오 Part.2[5]
- 2016년 5월 8일 이선희 - [Digital Single] 판타스틱 듀오 Part.3[6]
- 2016년 5월 22일 이선희 - [Digital Single] 판타스틱 듀오 Part.5[7]
- 2016년 6월 19일 이선희 - [Digital Single] 판타스틱 듀오 Part.9[8]
- 2016년 11월 14일 이선희 - 이선희캐롤리마스터드 - 화이트크리스마스
- 2016년 12월 15일 이선희 - 푸른 바다의 전설 OST Part.6
- 2018년 5월 30일 이선희 - 르 데르니에 아무르 (마지막 사랑)

## 2020년대
- 2020년 6월 15일 이선희 - 안부
- 2020년 11월 15일 이승기 - [Digital Single] 뻔한남자[9]
- 2020년 12월 10일 이승기 - THE PROJECT
- 2022년 1월 1일 이선희 - 옷소매 붉은 끝동 OST Part.8
- 2022년 9월 19일 이선희 - [Digital Single] 성난 고래의 노래[10]